# Dasymaschalon yunnanense
Dasymaschalon yunnanense là loài thực vật có hoa thuộc họ Na. Loài này được Hu mô tả khoa học đầu tiên năm 1940 dưới danh pháp Phaeanthus yunnanensis. Năm 1975 Nguyễn Tiến Bân chuyển nó sang chi Dasymaschalon.
Loài này có tại Vân Nam, Trung Quốc.